# Sinuciderea în Kazahstan
Sinuciderea în Kazahstan este o cauză foarte frecventă de deces nenatural în țară și o problemă socială pe termen lung. Conform raportului din 2020 al Organizației Mondiale a Sănătății, sinuciderile reprezintă 2,76% din totalul deceselor din Kazahstan. Sinuciderea adolescenților și a tinerilor este o problemă majoră în țară. În grupa de vârstă 15-49 de ani, sinuciderea reprezintă 12,2% din toate decesele din Kazahstan.

## Statistici
Țara are cel mai mare număr de sinucideri înregistrate în rândul fetelor cu vârste cuprinse între 15 și 19 ani, iar pentru băieți, este al doilea cel mai mare după Rusia. Un raport UNICEF din 2009 arată că, între 1999 și 2008, numărul sinuciderilor în rândul tinerilor din țară a crescut cu 23%.
Potrivit Raisei Sher, șefa comitetului de protecție a copilului din cadrul Ministerului Educației al țării, există mai mulți factori care stau la baza ratelor atât de ridicate de sinucidere în rândul tinerilor, cum ar fi:
- Hărțuirea școlară
- Absența sau pierderea valorilor
- Scăderea standardelor de comportament social
- Înstrăinarea

| Numărul sinuciderilor pe grupe de vârstă în Kazahstan: comparație între 2008 și 2015 |      |      |               |
| Vârsta (ani)                                                                         | 2008 | 2015 | Schimbare (%) |
| 5–14                                                                                 | 85   | 43   | −49,4%        |
| 15–24                                                                                | 896  | 439  | −51,0%        |
| 25–34                                                                                | 1012 | 711  | −29,7%        |
| 35–54                                                                                | 1395 | 1137 | −18,5%        |
| 55–74                                                                                | 476  | 428  | −10,1%        |
| 75+                                                                                  | 133  | 114  | −14,3%        |
| Total                                                                                | 4009 | 2872 | −28,4%        |
| Sursa: Organizația Mondială a Sănătății                                              |      |      |               |

| Numărul de sinucideri pe grupe de vârstă și sex. Kazahstan, 2008 |      |       |       |       |       |       |       |     |       |
| Vârstă (ani)                                                     | 5–14 | 15–24 | 25–34 | 35–44 | 45–54 | 55–64 | 65–74 | 75+ | Total |
| Bărbați                                                          | 66   | 657   | 860   | 656   | 522   | 240   | 143   | 86  | 3241  |
| Femei                                                            | 19   | 239   | 152   | 120   | 97    | 52    | 41    | 47  | 768   |
| Total                                                            | 85   | 896   | 1012  | 776   | 619   | 292   | 184   | 133 | 4009  |
| Sursa: Organizația Mondială a Sănătății                          |      |       |       |       |       |       |       |     |       |

## Sinuciderea în rândul tinerilor
Conform datelor UNICEF și Organizației Mondiale a Sănătății, Kazahstanul are cel mai ridicat nivel de sinucidere în rândul persoanelor cu vârste cuprinse între 15 și 19 ani din lume. Kazahstanul se afla pe locul 2 la nivel mondial în ceea ce privește sinuciderea în rândul băieților adolescenți și pe locul 1 în ceea ce privește sinuciderea în rândul fetelor adolescente.
Conform unui studiu UNICEF realizat în cinci orașe din Kazahstan pe un eșantion de 1700 de adolescenți, problemele sociale, problemele familiale și lipsa de sprijin s-au numărat printre principalele motive ale sinuciderii în rândul adolescenților. Conform studiului, părinții kazahi petrec doar 20 de minute de „timp de calitate” cu copiii lor pe zi.